# 14511 Nickel
14511 Nickel è un asteroide della fascia principale. Scoperto nel 1996, presenta un'orbita caratterizzata da un semiasse maggiore pari a 2,3828470 UA e da un'eccentricità di 0,1160641, inclinata di 7,70834° rispetto all'eclittica.